# Vuurtoren van Zandvoort
De vuurtoren van Zandvoort was een bakstenen vuurtoren in de badplaats Zandvoort. Hij werd gebouwd rond het jaar 1820 en werd in 1907 gesloopt. Het optiek van de vuurtoren is behouden en is tegenwoordig te vinden in het Zandvoorts Museum. 
Op de plaats van de vuurtoren is in 1912 de oude watertoren gebouwd. 

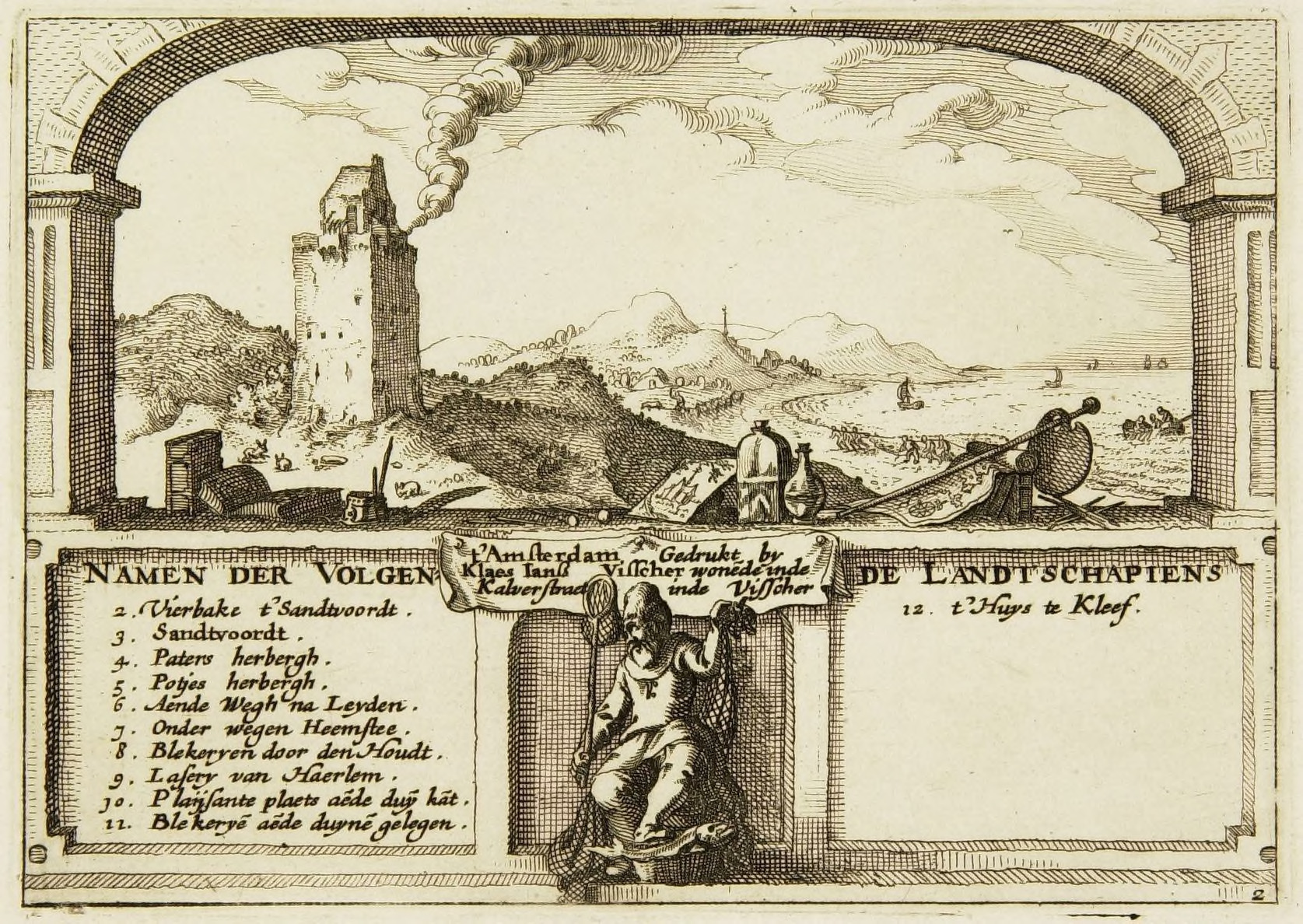
Vuurboet omstreeks 1620

De naam Vuurboetstraat verwijst naar de vuurboet die hier al eeuwen voor de bouw van de vuurtoren aanwezig was.